# Zapasy na Letnich Igrzyskach Olimpijskich 1956 – kategoria do 62 kg w stylu wolnym
Zmagania mężczyzn do 62 kg to jedna z ośmiu męskich konkurencji w zapasach w stylu wolnym rozgrywanych podczas Letnich Igrzysk Olimpijskich 1956. Pojedynki w tej kategorii wagowej odbyły się w dniach 28 listopada – 1 grudnia.
Punktacja opierała się na systemie "złych punktów karnych". Zwycięzca otrzymywał zero punktów za wygraną przez "tusz" (łopatki), jeden punkt za wygraną decyzją trzech sędziów. Za przegraną walkę w stosunku 1-2 zawodnik otrzymywał dwa punkty, a za porażkę 0-3 lub łopatki przyznawano 3 punkty karne. Uzyskanie pięciu lub więcej punktów eliminowało zapaśnika z turnieju. Najlepsza trójka walczyła w rundzie finałowej. 

## Klasyfikacja[1]
| Miejsce | Nazwisko         | Kraj              |
| ------- | ---------------- | ----------------- |
| 1       | Shōzō Sasahara   | Japonia           |
| 2       | Joseph Mewis     | Belgia            |
| 3       | Erkki Penttilä   | Finlandia         |
| 4       | Bayram Şit       | Turcja            |
| 4       | Myron Roderick   | Stany Zjednoczone |
| 6       | Nasser Givehchi  | Iran              |
| 6       | Linar Salimullin | ZSRR              |
| 8       | Ram Sarup        | Indie             |
| 9       | Abe Geldenhuys   | ZPA               |
| 10      | Muhammad Nazir   | Pakistan          |
| 11      | John Elliott     | Australia         |
| 11      | Herbie Hall      | Wielka Brytania   |
| 11      | Bálint Galántai  | Węgry             |

## Wyniki

### Pierwsza runda[2]
| Zwycięzca        | Punkty karne | Wynik        | Przegrany       | Punkty karne |
| ---------------- | ------------ | ------------ | --------------- | ------------ |
| Shōzō Sasahara   | 1            | Decyzja, 3:0 | Muhammad Nazir  | 3            |
| Bayram Şit       | 0            | Łopatki      | John Elliott    | 3            |
| Myron Roderick   | 1            | Decyzja, 3:0 | Bálint Galántai | 3            |
| Nasser Givehchi  | 1            | Decyzja, 3:0 | Abe Geldenhuys  | 3            |
| Erkki Penttilä   | 0            | Łopatki      | Herbie Hall     | 3            |
| Joseph Mewis     | 1            | Decyzja, 3:0 | Ram Sarup       | 3            |
| Linar Salimullin | 0            | Bez walki    |                 |              |

### Druga runda[3]
| Zwycięzca       | Punkty karne | Wynik        | Przegrany        | Punkty karne |
| --------------- | ------------ | ------------ | ---------------- | ------------ |
| Shōzō Sasahara  | 2            | Decyzja, 2:1 | Linar Salimullin | 2            |
| Bayram Şit      | 1            | Decyzja, 2:1 | Muhammad Nazir   | 5            |
| Myron Roderick  | 1            | Łopatki      | John Elliott     | 6            |
| Abe Geldenhuys  | 4            | Decyzja, 3:0 | Bálint Galántai  | 6            |
| Nasser Givehchi | 1            | Łopatki      | Herbie Hall      | 6            |
| Joseph Mewis    | 2            | Decyzja, 3:0 | Erkki Penttilä   | 3            |
| Ram Sarup       | 3            | Bez walki    |                  |              |

### Trzecia runda[4]
| Zwycięzca        | Punkty karne | Wynik        | Przegrany       | Punkty karne |
| ---------------- | ------------ | ------------ | --------------- | ------------ |
| Linar Salimullin | 3            | Decyzja, 3:0 | Ram Sarup       | 6            |
| Shōzō Sasahara   | 3            | Decyzja, 3:0 | Bayram Şit      | 4            |
| Myron Roderick   | 2            | Decyzja, 3:0 | Abe Geldenhuys  | 7            |
| Erkki Penttilä   | 4            | Decyzja, 2:1 | Nasser Givehchi | 3            |
| Joseph Mewis     | 2            | Bez walki    |                 |              |

### Czwarta runda[5]
| Zwycięzca      | Punkty karne | Wynik        | Przegrany        | Punkty karne |
| -------------- | ------------ | ------------ | ---------------- | ------------ |
| Joseph Mewis   | 3            | Decyzja, 3:0 | Linar Salimullin | 6            |
| Shōzō Sasahara | 4            | Decyzja, 3:0 | Myron Roderick   | 5            |
| Bayram Şit     | 5            | Decyzja, 3:0 | Nasser Givehchi  | 6            |
| Erkki Penttilä | 4            | Bez walki    |                  |              |

### Runda finałowa
| Zwycięzca      | Wynik        | Przegrany                                   |
| -------------- | ------------ | ------------------------------------------- |
| Joseph Mewis   | Decyzja, 3:0 | Erkki Penttilä (zaliczony wynik z II rundy) |
| Shōzō Sasahara | Wycofał się  | Erkki Penttilä                              |
| Shōzō Sasahara | Decyzja, 3:0 | Joseph Mewis                                |